# Horst-Milde-Award
Der Horst-Milde-Award ist ein seit 2013 vom Forum für Sportgeschichte, dem Förderverein des Sportmuseums Berlin, vergebener Ehrenpreis zur Würdigung von Lebensleistungen für den Laufsport. Der Preis ist nach dem langjährigen Renndirektor des Berlin-Marathons Horst Milde benannt.

## Preisträger
- 2014: Werner Sonntag – Würdigung für langjährige aktive Gestaltung der Laufbewegung sowie als  "Laufpionier" der ersten Stunde[1][3]
- 2016: Manfred Steffny – Würdigung für zweimalige Olympiateilnahme im Marathonlauf, Engagement als Sportjournalist sowie Verleger und Chefredakteur der Laufzeitschrift Spiridon und als Veranstalter oder Mitgestalter von zahlreichen Läufen, Laufreisen und -seminaren[4][3]
- 2018: Hans-Georg Kremer – Verdienste um die Gründung, Organisation und Prägung des Rennsteiglaufes als einem der bekanntesten und größten Landschaftsläufe der Welt und Engagement für die Laufbewegung seit 1962[3]
- 2021: Alexander Weber
- 2023: Sylvia Schenk